# Lugossy László (szobrász)
Lugossy László (Zilah, 1944. március 28. –) erdélyi magyar szobrászművész.

## Életpályája
Szülei: Lugossy Mihály és Szilágyi Róza voltak. 1968 óta kiállító művész. 1968-ban végzett a kolozsvári Ion Andreescu Képzőművészeti Főiskola hallgatójaként. A főiskola után Kolozsváron élt, majd katona lett. Egy évig tanárként dolgozott egy középiskolában, majd feleségével, Lugossy Edit textilművésszel (1946–) Nagybányán telepedett le. Nagybányán a kerámiagyárban dolgozott. 1990-ben jött át Magyarországra, Veszprémbe.

### Munkássága
Bronz és fa domborművek mellett rozsdamentes acéllemezből és fehér fémötvözetből öntött, hajlított és hegesztett tükröző-fényes kompozíciókat készít. Elvont jellegű térkompozíciói a ritmikusan ismétlődő, összefonódó formák játékával emlékeztetnek a valóság bennünk élő emlékképeire. Felhasználta ehhez a fémek megmunkálásának, felszíni és színbeli eltérésének sok eljárását és változatát.
A Romániai Képzőművészek és Iparművészek Szövetsége, a Magyar Képzőművészek és Iparművészek Szövetsége, a Veszprémi Művész Céh, a Magyar Szobrász Társaság, a Magyar Alkotóművészek Országos Egyesülete és a Sympozium Társaság tagja.

## Kiállításai
| - 1969, 1977 Nagybánya - 1975 Kolozsvár - 1980 Szatmár - 1981 Bukarest - 1990 Révfülöp, Badacsonytomaj - 1991 Balatonalmádi - 1992, 2003 Veszprém - 1995 Balatonfüred, Alsóörs - 1996 Pápa, Baja, Győr - 1997 Balatonfűzfő | - 1968-1988 Nagybánya - 1970-1989 Nagybánya - 1970 Szabadka - 1976 Nagybánya, Bukarest, Kolozsvár - 1977 Székelyudvarhely - 1979 Brassó, Siklós - 1980, 1984-1985, 1987 Bukarest - 1983 Máramarossziget - 1984-1985 Nagybánya - 1990 Ajka - 1991 Veszprém, Tihany, Balatonalmádi - 1992 Tihany, Budapest - 1993 Veszprém, Budapest, Győr - 1994 Budapest, Győr - 1995 Pécs, Sopron, Balatonfüred - 1996 Veszprém, Budapest, Balatonfüred |

## Köztéri művei
- Víz, Ritmus, Tánc plasztika (Zilah, 1976)
- Evolúció – vörösréz relief (Zilah, 1976)
- Genezis – vörösréz relief (Zilah, 1976)
- Ritmus – farelief (Zilah, 1976)
- Országcímer – bronzrelief (Veszprém, 1991)
- Veszprém Város címere – bronzrelief (Veszprém, 1991)
- OMVH – bronzrelief (Veszprém, 1992)
- Gizella Múzeum – bronzrelief (Veszprém, 1993)
- Érseki Hivatal – bronzrelief (Veszprém, 1993)
- II. világháborús emlékmű (Vaszar, 1993)
- Világunk (Koppenhága, 1993)
- ivókút (Veszprém, 1993)
- II. világháborús emlékmű (Veszprém, 2005)

## Művei közgyűjteményekben
- Alkotótelep, Siklós
- Kerámiagyűjtemény, Kecskemét
- Képzőművészeti Múzeum, Székelyudvarhely
- Laczkó Dezső Múzeum, Veszprém
- Megyei Képzőművészeti Múzeum, Nagybánya
- Múzeum, Bukarest
- Vay Ádám Múzeum, Vaja

## Díjai
- Országos Kerámia Szimpózium II. díj (1984)
- győri Nemzetközi Alkotótelep nívódíja (1993)
- Prima-díj (2023)